# MAN-VW
MAN-Volkswagen G90 (w skrócie MAN-VW G90) – lekki samochód ciężarowy, produkowany przez firmę Volkswagen w kooperacji z MAN w latach 1977–1993.
Modele te stanowią lekkie odmiany ciężarowe samochodów dostawczych Volkswagen serii LT. Wyposażone są w silnik wysokoprężny bez turbodoładowania.
Produkowane były do 1993 roku. Zostały zastąpione przez modele MAN L2000 produkowany w Salzgitter i Volkswagen L80 produkowany w Brazylii.